# Parafia Narodzenia Najświętszej Maryi Panny w Kierpniu
Parafia Narodzenia Najświętszej Maryi Panny w Kierpniu – parafia rzymskokatolicka, znajdująca się w diecezji opolskiej, w dekanacie Głogówek.